# Nichtsnutz
Nichtsnutz oder Nixnutz ist ein deutsches Wort, welches als literarischer Typus, in unterschiedlicher Wertung auch als Schimpfwort, verwendet wird. Es bezeichnet eine Person, die keiner ernsthaften, nützlichen Beschäftigung nachgeht oder deren Handlungen keinen Ertrag bringen (zu nichts nütze).
Ähnliche Bezeichnungen sind Drückeberger, Faulenzer, Faulpelz, Früchtchen, Galgenstrick, Galgenvogel, Haderlump, Hallodri, Herumtreiber, Lüderjahn, Müßiggänger, Nichtstauger, Niete, Null, Schlawiner, Tagedieb, Taugenichts, Tunichtgut, Versager, Waggis und andere mehr.

## Bibel
In der Bibel finden sich mehrere Passagen, in denen das Wort Nichtsnutz in Übersetzungen verwendet wurde. Je nach Übersetzung mehr oder weniger.
- Ich aber sage euch: Wer mit seinem Bruder zürnt, der ist des Gerichts schuldig; wer aber zu seinem Bruder sagt: Du Nichtsnutz!, der ist des Hohen Rats schuldig; wer aber sagt: Du Narr!, der ist des höllischen Feuers schuldig (Matthäus 5,22)[1]
- Darf man zum König sagen: Du Nichtsnutz!, und zu Edlen: Du Gottloser? (Hi 34, 18).[1]

## Gebrauch
Die Etymologie des Wortes ist eindeutig. Das Wort leitet sich aus Nichts und Nützen ab. Ableitung: nütze – obd.: nutz, nützlich, brauchbar. Mhd. nütziu wīp, frühnhd.: nutz Leutt. Ahd.: nuzzi (um 800); asächs.: nutti; mnd.: nütte, mnl. nutte, nl.: nut, aengl.: Nytt; germ.: *nutja-. Der Begriff Nichtsnutz oder nichtsnützig wird auch heute noch im Sinne von „unbrauchbar“ verwendet.
Johann Christoph Adelung nennt in seinem recht umfassenden Werk: Grammatisch-kritisches Wörterbuch der Hochdeutschen Mundart (1811) den Begriff „Nichtsnutz“ bzw. „Nixnutz“ nicht.

## Sprichwörter
- Der Nichtsnutz schlägt aus der Art, er kommt nicht nach seinem Vater und Mutter.[4]
- Der Nichtsnutz und der Liederliche sind beide meine Brüderle.[4]
- Für jeden Nichtsnutz wird auch noch ein Amt gefunden.

## Trivia
Im Mehl-Mülhens-Pferderennen hat der Hengst Nixnutz 1895 den ersten Preis errungen und ist seinem Namen nicht gerecht geworden.
Im Computeranimationsfilm von 2001 des Regisseurs Bill Kowalchuk, Rudolph mit der roten Nase 2 (Originaltitel: Rudolph the Red-Nosed Reindeer & the Island of Misfit Toys), spielt ein Teil der Handlung auf der Insel der Nichtsnutz-Toys.